# Panaque

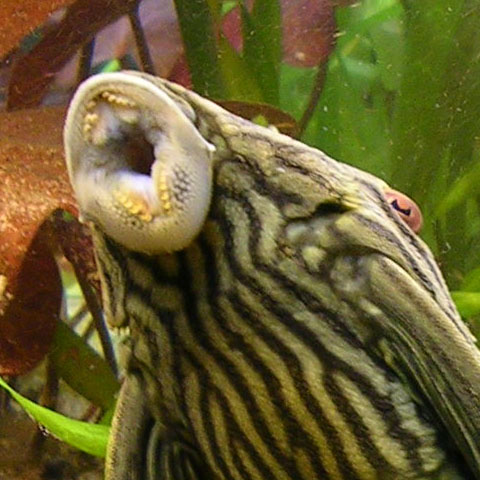
Maul und Zähne von Panaque nigrolineatus

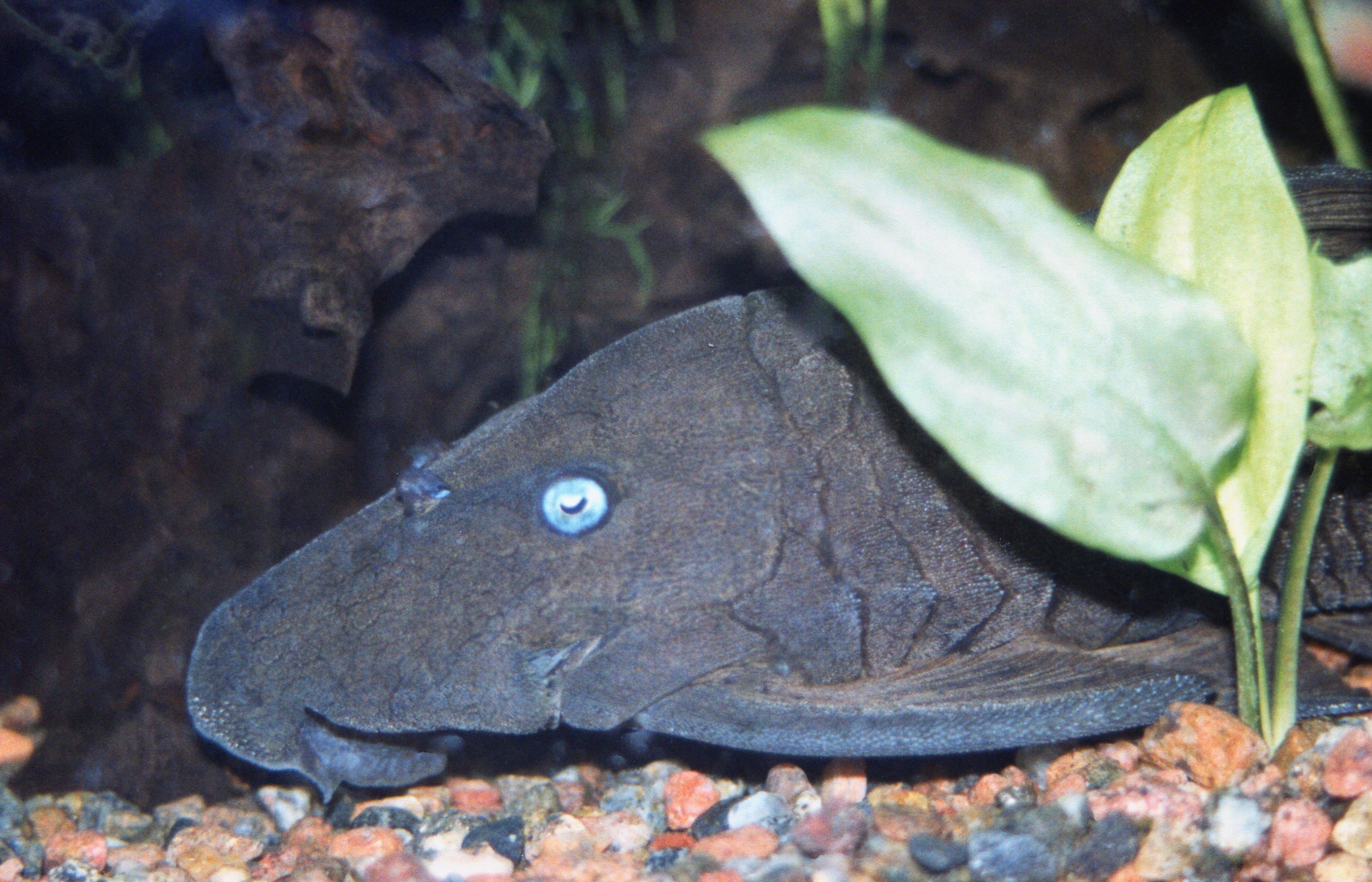
Panaque cochliodon

Panaque ist eine Gattung kleiner bis mittelgroßer südamerikanischer Harnischwelse, die unter anderem auch deshalb bemerkenswert sind, da sie zu den wenigen Wirbeltieren gehören, die sich nahezu ausschließlich von Holz ernähren. Ihr Speiseplan wird durch Algen und Aufwuchs ergänzt, den sie mit Hilfe ihrer Raspelzähne von Steinen schaben. Panaque-Arten werden auch häufig in Aquarien gehalten, wo die Kratzgeräusche nach Nahrung suchender Fische teilweise gut hörbar sind.

## Wortherkunft und Aussprache
Der Name Panaque ist eine Latinisierung des venezolanischen Namens panaqué für Panaque-Arten, der also [ˌpanaˈke] ausgesprochen wird (in Nordamerika mit englischem Akzent [ˌpænɑˈkeɪ̯]). In Frankreich, Großbritannien und Australien wird er französisch [panak] ausgesprochen (mit englischem Akzent [pəˈnɑk] oder [pəˈnæk]). Die Japaner nennen Panaque-Arten panakue [panakɯɛ].

## Verbreitung und Lebensraum
Alle Panaque-Arten stammen aus dem tropischen Südamerika und sind vor allem im Río Magdalena, dem Orinoco, dem Amazonas, dem Essequibo und den Abflüssen der Maracaibo-See beheimatet. Sie besiedeln schnell fließende Ströme und Flüsse. Sie sind zwar keine guten Schwimmer, besitzen jedoch ein kräftiges Saugmaul, mit dem sie sich an Steinen und Holz festsaugen können.

## Merkmale
Ähnlich anderen Mitgliedern der Familie der Harnischwelse haben die Panaque einen kräftigen durch gehärtete Hornschuppen, sogenannte Scuta, gepanzerten Körper. Wie alle anderen Harnischwelse besitzt auch der Panaque keine Schuppen. Neben ihrer Panzerung besitzen sie kräftige mehrstrahlige Rücken- und Brustflossen. Sie benutzen sie meist zur Verteidigung, entweder um sich in Spalten festzukeilen, in denen Feinde sie nicht erreichen können, oder um zu verhindern, von ihnen geschluckt zu werden. Ein anderes Charakteristikum ist das Vorhandensein eines Iris-Lappens (Umbraculum). (Die Mehrzahl der Fische kann den Lichteinfall ins Auge nicht regulieren, da deren Iris ihre Größe nicht verändern kann.) Sowohl die männlichen als auch die weiblichen Panaque entwickeln mit fortschreitendem Alter und Erreichen der Geschlechtsreife seitlich am Kopf und in der Nähe sowie auf der Brustflosse borstenähnliche Gebilde, die sogenannten Odontoden.
Im Gegensatz zu den Raubwelsen verfügen diese vegetarisch lebenden Welse nur über sehr kurze Barteln. Auf dem Bild oben sind sie als kurze, punktuierte Strukturen beiderseits des Saugmauls. Mit Hilfe dieses Mauls können sie sich an Steinen und Wurzeln ansaugen und so mit nur wenig Kraftaufwand längere Zeit dort verweilen.
Panaque haben sich im Verlauf ihrer Entwicklung ideal an ihre holzreiche Ernährung angepasst und verfügen über Zähne, die ähnlich einem Schaber funktionieren sowie eine Darmflora, die es den Fischen erlaubt, Holz zu verdauen.

## Arten
- Panaque armbrusteri Lujan, Hidalgo & Stewart, 2010
- Panaque bathyphilus Lujan & Chamon, 2008
- Panaque cochliodon (Steindachner, 1879)
- Schwarzlinien-Harnischwels (Panaque nigrolineatus (Peters, 1877))
- Panaque schaeferi Lujan, Hidalgo & Stewart, 2010
- Panaque suttonorum Schultz, 1944
- Panaque titan Lujan, Hidalgo & Stewart, 2010

## Aquaristik
Einige Panaque-Arten, besonders die auffallend gefärbten Panaque nigrolineatus, sind beliebte Aquarienfische. Dieser Fisch, der wegen seines hohen Preises auch als „Royal Panaque“ oder „Royal plec“ bekannt ist, wird in Zoohandlungen häufig als „Algenfresser“ verkauft. Die Färbung der Royal Plecs besteht aus dicken, dunklen blau-schwarzen Streifen auf grau-grünem Hintergrund. Die Flossen haben einen gold- oder cremefarbenen Saum und rote Augen. In Gefangenschaft werden diese Fische rund 30 cm groß.
Eine zweite Art, Panaque cochliodon, dürfte vielen Aquarianern als „blauäugiger Plec“ bekannt sein. Dieser Fisch wurde vor allem in den 1980er und 1990er Jahren gehandelt, wird aber in letzter Zeit nur noch selten als Wildfang aus seinem natürlichen Lebensraum in Kolumbien eingeführt. In Stocklisten der Händler wird dieser oft als Panaque suttonorum oder Panaque suttoni geführt, obwohl es sich dabei um eine ganz andere, in Venezuela heimische Art handelt. „Blauäugige Plecs“ erreichen etwa dieselbe Körpergröße wie die Royal Plecs. Sobald sie sich einmal an ihre Umgebung gewöhnt haben, sind sie genauso leicht zu pflegen wie die erstgenannten.
Alle Panaque haben in Gefangenschaft in etwa die gleichen Ansprüche bezüglich der Pflege. Hauptsächlich benötigen sie eine ausgewogene Ernährung bestehend aus Grünalgen und frischem Gemüse. Gerne werden Möhren, Zucchini und frischer Spinat verzehrt. In ihrem natürlichen Lebensraum ernähren sich die Fische nahezu ausschließlich von Algen und Holz. Auf fleischliche Kost, wie andere „Plecs“ sie benötigen, kann bei den Panaque gänzlich verzichtet werden. Da die Fische verhältnismäßig groß werden können, sollten sie nur in einem ausreichend großen Becken mit guter Filterung gehalten werden. Was die Wasserwerte angeht, sind Panaque sehr genügsam, bevorzugen aber weiches, leicht saures Wasser.
Panaque sind friedliche, nachtaktive Fische, die sich gut mit anderen Fischen vergesellschaften lassen. Da sie Territorien bilden, sollten nur wenige Panaque gemeinsam in einem Becken gehalten werden.